# Dipartimento del Sesia

Stemma di Vercelli nell'Impero napoleonico

Dipartimento della Sesia era il nome di un dipartimento del Primo Impero francese, nell'attuale Italia. Il nome era dovuto al fiume Sesia.

## Storia
Fu creato nel 1799, e dopo l’invasione tedesca nuovamente nel 1801, e l'11 settembre 1802 Napoleone Bonaparte pose fine al Piemonte annettendolo alla Prima Repubblica Francese; il capoluogo era Vercelli. Era diviso in 3 arrondissement: Vercelli, Biella e Santhià e 23 cantoni. Si stima che la popolazione ammontasse a 102.822 abitanti.

## Geografia
Confinava a ovest con la Dora, a sud con Marengo, a est con l'Agogna e a nord col Dipartimento del Sempione.
Secondo il Dictionnaire géographique portatif del 1809 era una regione di popolazione laboriosa e industriosa, con coltivazioni di riso, canapa, viti, frutta e verdura; aveva montagne con pascoli abbondanti e miniere d'oro e ferro.